# The Specials
The Specials (також відомий як The Special AKA) — англійський гурт, заснований у 1977 році в Ковентрі, Англія.
Їхня музика поєднує в собі танцювальний ска-біт з панк-енергією, підкріпленою інформованою політичною і соціальною позицією.
Група була одягнена в модному стилі «наряди грубих хлопчиків періоду 1960-х років (капелюхи поркпай, мохерові костюми та мокасини)».

## Склад
- Лінвал Ґолдінґ — гітара, вокал (1977–81, 1993, 1996—2000, з 2008)
- Горас Пантер — бас (1977–81, 1982, 1993, 1996—2001, з 2008)
- Террі Голл — вокал та написання пісень (1977–81, з 2008)
- Тім Смарт — тромбон (з 2008)
- Ніколай Торп Ларсен — клавішні (з 2008)
- Стів Кредок — гітара (з 2014)
- Пабло Мендельсон — труба (з 2014)
- Кенрік Роу — ударні (з 2019)

###### Колишні учасники
- Джеррі Даммерс — клавішні, основний автор пісень (1977–84)
- Сільвертон Гатчінсон — ударні (1977–79)
- Тім Стрікленд — вокал (1977)
- Roddy Radiation — гітара, вокал (1978–81, 1993, 1996—2001, 2008–14)
- Невіл Стейпл — тостинґ, вокал, перкусія (1978–81, 1993, 1996—2001, 2008—2012)
- Джон Бредбері — ударні (1979–84, 2008—2015)
- Дік Кателл — флюгельгорн (1979–84)
- Ріко Родрігес — тромбон (1979–81, 1982; помер 2015)
- Рода Дакар — вокал (1981–82, 1982–84)
- Джон Шиплі — гітара (1981–84)
- Сітч Діксон — перкусія (1982)
- Ґроко — перкусія (1982)
- Ентоні Ваймшерст — гітара (1982)
- Стен Кемпбелл — вокал (1982–84)
- Егідіо Ньютон — вокал, перкусія (1982–83)
- Нік Паркер — вокал (1982)
- Ґері МакМанус — бас (1983–84)
- Джон Ред — труба, перкусія, бас (1996—2001, 2008–14)
- Адам Береза - труба (1996—2001, 2008)
- Марк Адамс — клавішні (1996—2001)
- Чарлі Гаррінгтон Бембрідж (Aitch Hyatt) — ударні (1996—2001)
- Неол Девіс — гітара, вокал (2000—2001)
- Дрю Стенсалл — саксофон, флейта (2008—2019)
- Ґері Пауелл — ударні (2016—2019)

## Дискографія
- The Specials (1979)
- More Specials (1980)
- In the Studio (1984)
- Today's Specials (1996)
- Guilty 'til Proved Innocent! (1998)
- Skinhead Girl (2000)
- Conquering Ruler (2001)
- Encore (2019)